# 和泉国分寺
和泉国分寺（いずみこくぶんじ）は、大阪府和泉市国分町にある高野山真言宗の寺院。山号は護国山。本尊は薬師如来。通称を「福徳寺」とも。
奈良時代に聖武天皇の詔により日本各地に建立された国分寺のうち、和泉国国分僧寺の後継寺院にあたる。

## 歴史
| 年                    | 出来事               |
| --------------------- | -------------------- |
| 天平13年（741年）     | 国分寺建立の詔       |
| 天平宝字元年（757年） | 和泉国成立           |
| 承和6年（839年）      | 安楽寺を国分寺に昇格 |

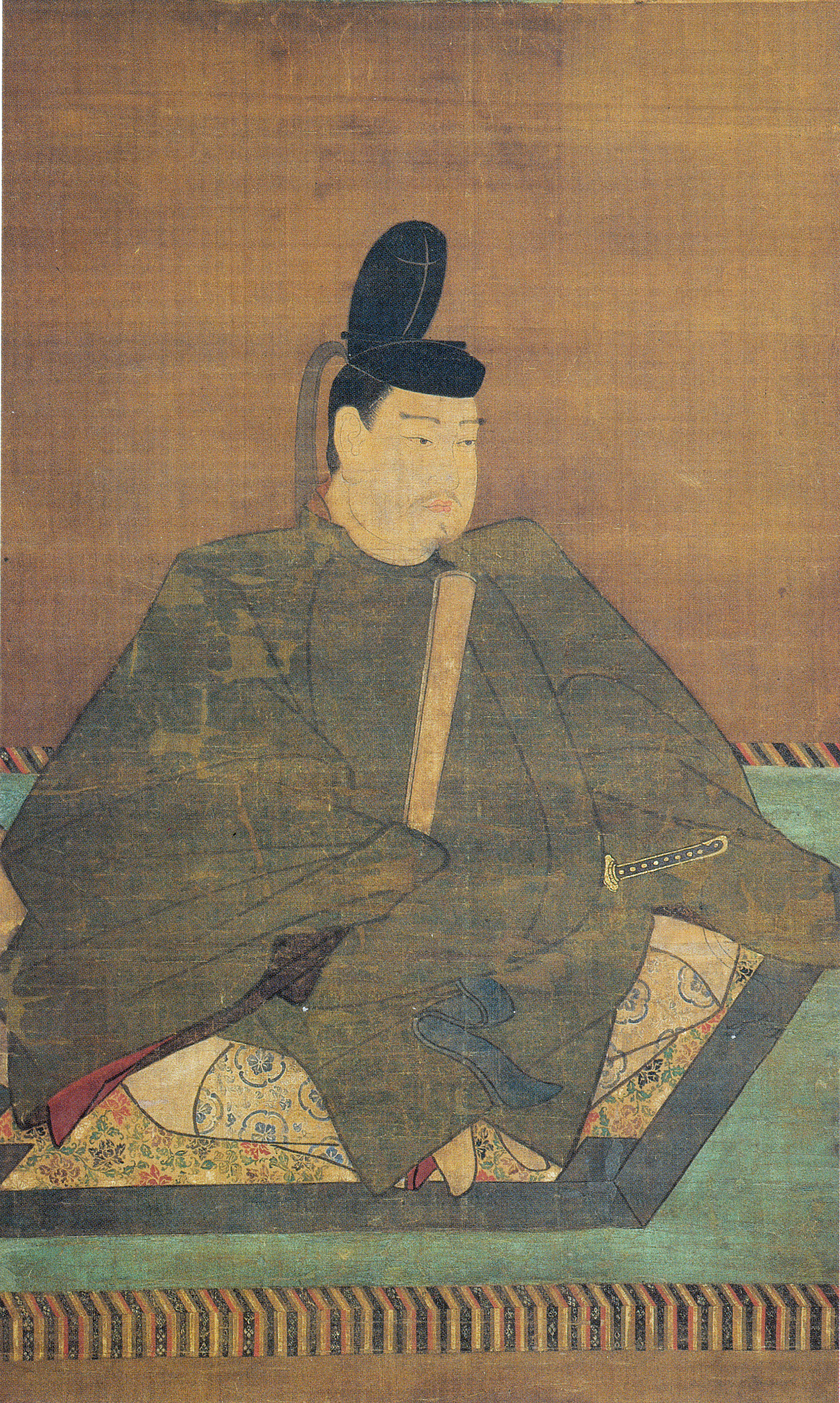
聖武天皇肖像

創建は不詳。国分寺建立の詔は天平13年（741年）に出されたが、当時は和泉国は未成立（河内国のうち）であり、天平宝字元年（757年）の和泉国成立後の承和6年（839年）に国分寺に指定される以前は「安楽寺」と称される寺院であった。寺域出土の瓦では、7世紀後半の軒丸瓦が見られるも1点のみであり、数量の点では8世紀から本格的に整備されたと見られる。ただし本格的な発掘調査は未実施のため伽藍・時期の詳細は明らかでない。
承和6年（839年）に国分寺に指定された際には、講師1員・僧10口が置かれたが、読師は置かれなかった。また和泉国内に国分尼寺は設置されていない。なお、所在地は和泉国の国府推定地（府中付近）からは離れた位置になる。
延長5年（927年）成立の『延喜式』主税上の規定では、和泉国の国分寺料として稲5千束があてられている。
その後の変遷は詳らかでなく、「兼貞珍光時論田勘注案」に引用される嘉承元年（1106年）・天仁2年（1109年）の文書に国分寺領の記載が見えるのみになる。鎌倉時代末頃には国分寺の機能を喪失していたと見られる。
『泉州志』では「国分寺今号福徳寺」の金堂・塔・中門・大門の礎石が散在する旨が記されるが、現在では礎石の所在は明らかでない。

## 境内

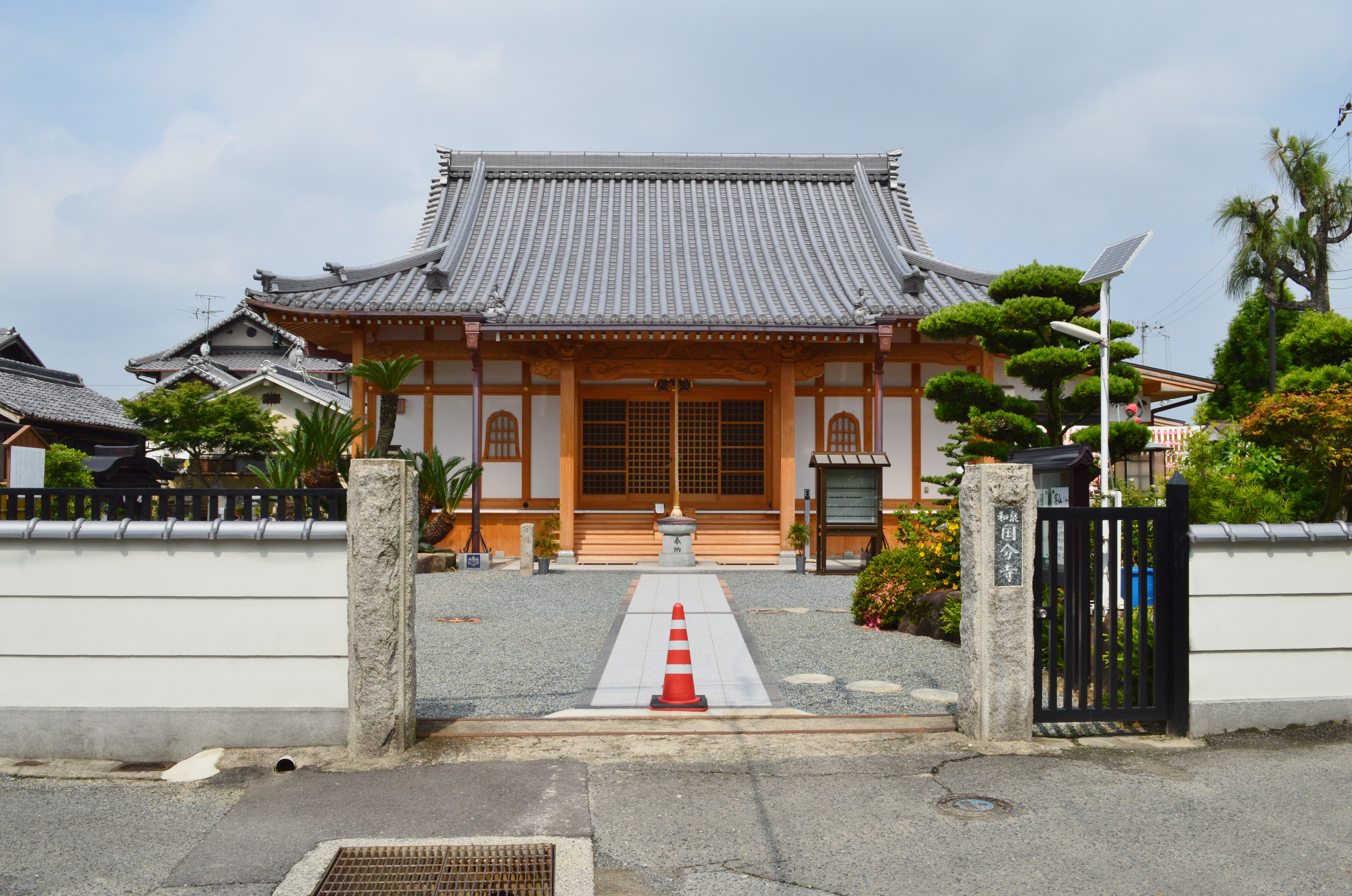
境内入り口
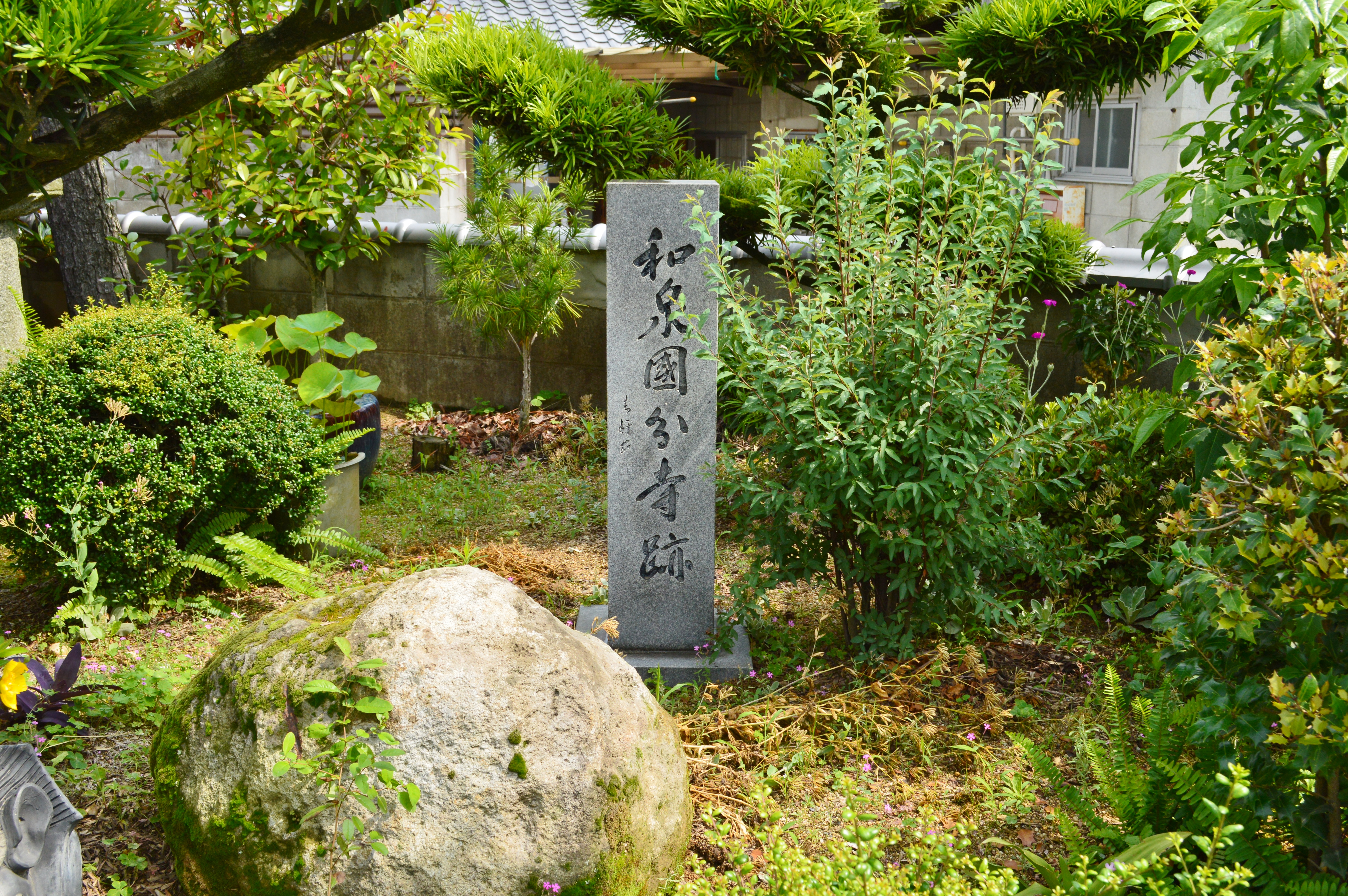
境内の和泉国分寺跡碑
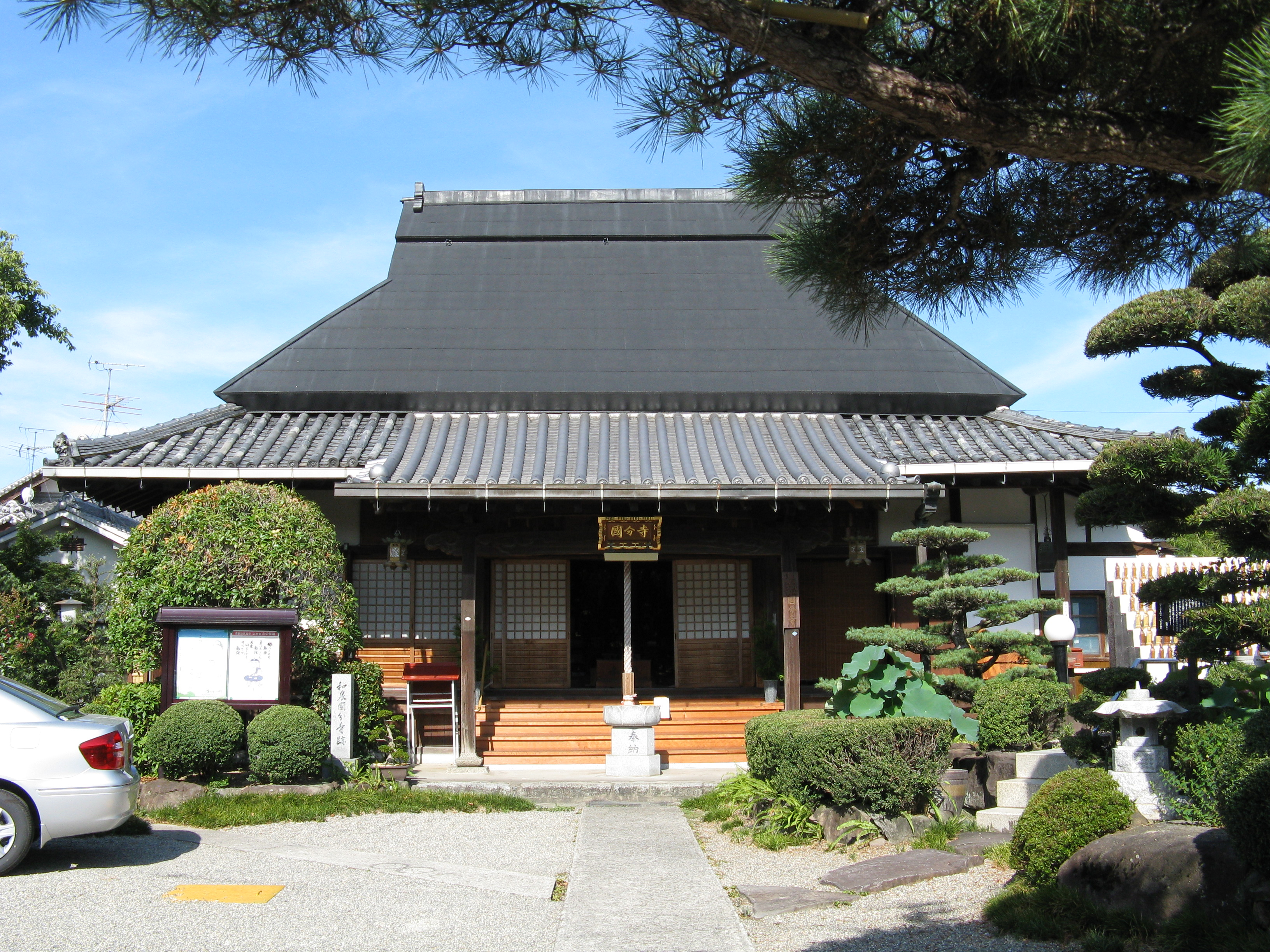
旧本堂

## 文化財

### 和泉市指定文化財
- 有形文化財
  - 千手観音立像 - 平安時代の作。2018年（平成30年）3月8日指定[4]。

## 関連文献
（記事執筆に使用していない関連文献）
- 岸本直文・彦坂めぐみ・阪井田耕司ほか「和泉国分寺跡と出土瓦（和泉市国分町合同調査報告）」『市大日本史』第8巻、大阪市立大学日本史学会、2005年5月、132-146頁。